# Veronica nevadensis
Veronica nevadensis är en grobladsväxtart som beskrevs av Carlos Pau. Veronica nevadensis ingår i släktet veronikor, och familjen grobladsväxter. Utöver nominatformen finns också underarten V. n. langei.

## Bildgalleri

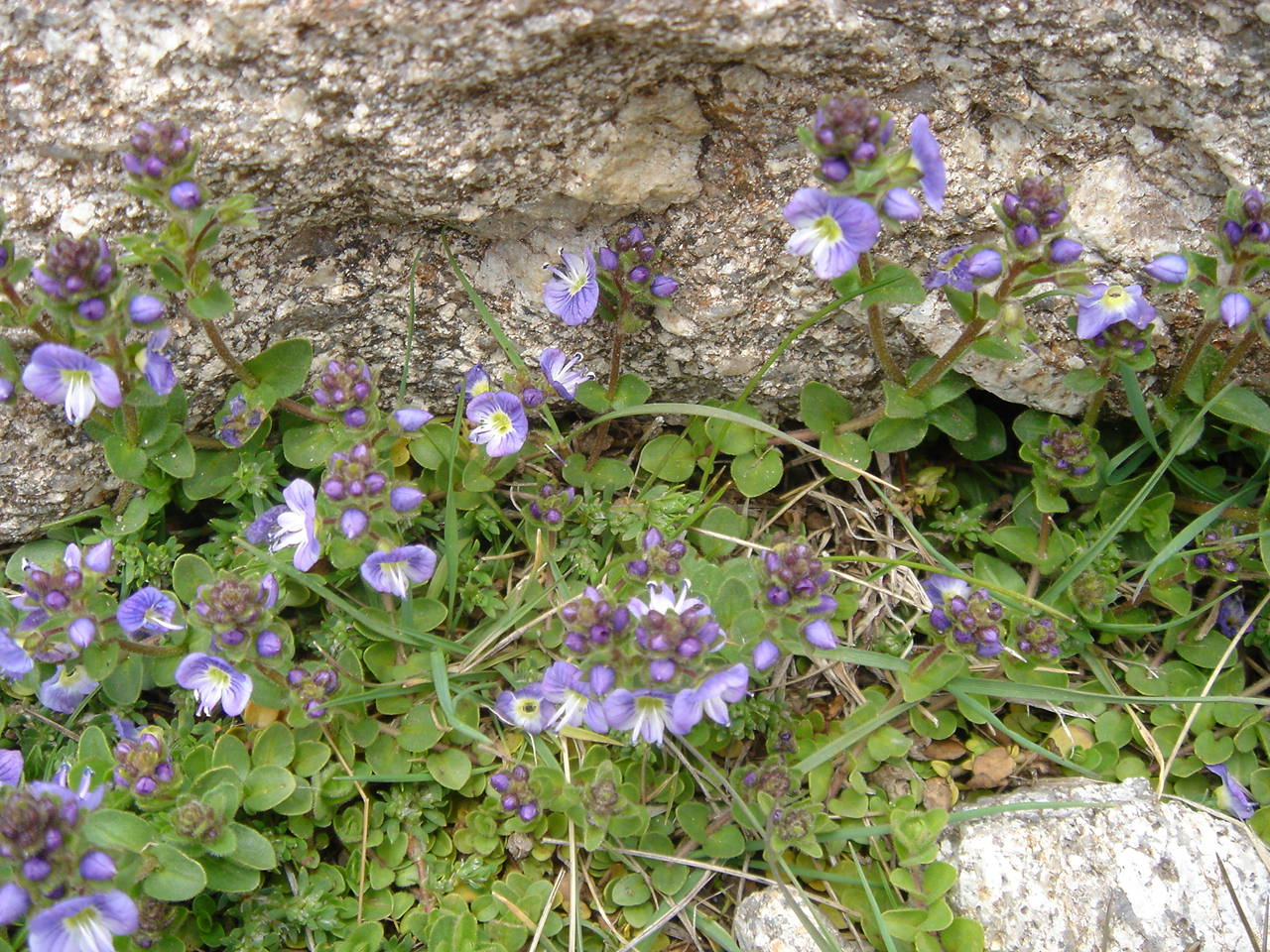